# Arctia obscura
Arctia obscura är en fjärilsart som beskrevs av Edward Alfred Cockayne. Arctia obscura ingår i släktet Arctia och familjen björnspinnare. Inga underarter finns listade i Catalogue of Life.